# Boardwalk Entertainment Group
Die Boardwalk Entertainment Group ist ein im September 2011 von Timothy Scott Bogart, Evan Bogart und Gary A. Randall gegründetes US-amerikanisches Medienunternehmen mit Sitz in Los Angeles. Es steht in der Tradition von Casablanca Records und Boardwalk Entertainment Corporation, die beide von Neil Bogart, dem 1982 verstorbenen Vater von Timothy und Evan Bogart, gegründet wurden.

## Hintergrund
Der Regisseur, Autor und Produzent Timothy Scott Bogart, sein Halbbruder, der Songwriter Evan „Kidd“ Bogart, und der Fernsehproduzent Gary A. Randall sind die Gründer des Unternehmens, das sich in fünf Abteilungen gliedert: Boardwalk Films, Boardwalk Television, Boardwalk Records, Boardwalk Publishing und Boardwalk Technology. Schwerpunkt des Unternehmens ist die Musik.
Für den Bereich Musik bestehen ein Musiklabel, ein Verlag und ein Tonstudio, in dem die Musik für die Film- und Fernsehprojekte der Firma produziert wird. Die Firma arbeitet mit RCA/Jive Records und Bug Music zusammen und ist Mitglied der BMI.

## Tradition
Die Boardwalk Entertainment Group ist tief in der Tradition von Casablanca Records verwurzelt: Timothy und Evan Bogart sind die Söhne des Casablanca-Gründers Neil Bogart, der Firmensitz befindet sich an der Adresse 8255 Sunset Boulevard, und damit in dem Gebäude, in dem auch die Bogarts Schallplattenfirma ihren Sitz hatte. Das Logo der Firma ist die modernisierte Fassung des Logos, das Neil Bogart für seine 1980 neugegründete Firma Boardwalk Entertainment benutzt hatte. Auch die Firmenziele sind ähnlich: Neil Bogarts Idee war seinerzeit, ein Multimedia-Unternehmen zu etablieren, das Videos, Filme, Theaterproduktionen und Schallplatten vermarkten sollte.

## Produktionen und Projekte
Seit dem 23. September 2011 läuft in den USA die TV-Serie „Majors & Minors“, die gemeinsam mit Sony Music produziert wird. In der Show werden junge Talente von bekannten Künstlern wie Brandy, Avril Lavigne, Adam Lambert, Leona Lewis, Jordin Sparks oder Sean Kingston unterrichtet und angeleitet, um ihre eigene Karriereideen verwirklichen zu können.
Für 2012 ist die Produktion einer filmischen Biografie über Neil Bogart geplant, die den Titel „Spinning Gold“ tragen soll. Für die Produktion und die Hauptrolle konnte Justin Timberlake gewonnen werden, das Drehbuch hat Timothy Bogart verfasst.